# Svegs distrikt
Svegs distrikt är ett distrikt i Härjedalens kommun och Jämtlands län. Distriktet ligger omkring Sveg i östra Härjedalen och är landskapets befolkningsmässigt största distrikt.

## Tidigare administrativ tillhörighet
Distriktet inrättades 2016 och utgörs av området Svegs köping omfattade före 1971 och vari Svegs socken uppgick 1967.
Området motsvarar den omfattning Svegs församling hade 1999/2000.

## Tätorter och småorter
I Svegs distrikt finns två tätorter och fyra småorter.

### Tätorter
- Sveg
- Ulvkälla

### Småorter
- Herrö
- Nilsvallen
- Ytterberg
- Överberg